# Oligopogon rufus
Oligopogon rufus là một loài ruồi trong họ Asilidae. Oligopogon rufus được Geller-Grimm & Hradský miêu tả năm 2003. Loài này phân bố ở vùng Cổ Bắc giới và châu Á.